# Namsos kommun
Namsos kommun (norska: Namsos kommune, sydsamiska: Nåavmesjenjaelmien tjïelte) är en kommun vid kusten i norra delen av Trøndelag fylke. Kommunens centralort är staden Namsos. 
Alldeles intill staden Namsos ligger ett berg som kallas Klompen, där finns en utkiksplats där man har fin utsikt över hela staden. Det finns även ett badhus (oasen) som är insprängt i ett berg.

## Administrativ historik
Namsos kommun bildades 1846 genom en delning av Vemundviks kommun. 
1882, 1921 och 1957 överfördes områden med 109, 927 respektive 6 invånare från Vemundviks kommun.
1964 slogs Namsos samman med Vemundvik, Klinga och delar av Otterøy och Fosnes kommuner.
.
Kommunen utvidgades den 1 januari 2020 då den slogs ihop med Namdalseids och Fosnes kommuner.

## Kommunvapen
Älgen har stor betydelse i kommunen på grund av det stora älgbeståndet i området. Namsos kommunvapen har en gul älg på röd bakgrund. Det finns även en staty av en älg i centrum.

### Vapen för tidigare kommuner inom den nuvarande kommunen

Fosnes kommun (1992–2019)
Namdalseids kommun (1989–2019)

## Tätorter
I Namsos kommun finns fyra tätorter:
- Bangsund
- Namdalseid
- Namsos (centralort)
- Spillum

Orten Spillumstranda har tidigare räknats som en egen tätort men räknas numera som en del av tätorten Spillum.

## Vänorter
- Hudiksvalls kommun, Sverige
- Maribo kommun, Danmark (Kommunen har upphört, ingår numera i Lollands kommun)
- Kaskö, Finland
- Lyon, Frankrike
- Poulsbo, USA

## Socknar
Inom Norska kyrkan är Namsos kommun indelad i sju socknar:
- Fosnes socken
- Klinga socken
- Namdalseids socken
- Namsos socken
- Otterøy socken
- Statlands socken
- Vemundviks socken

Socknarna ingår i Namdals prosteri i Nidaros stift.